# Теорема косинусів
Теорема косинусів — це твердження про властивість довільних трикутників, що є узагальненням теореми Піфагора. Квадрат будь-якої сторони трикутника дорівнює сумі квадратів двох інших його сторін без подвоєного добутку цих сторін на косинус кута між ними.

## Теорема косинусів
У тригонометрії закон косинусів (також відомий як формула косинуса, правило косинусу або теорема Аль-Каші) пов'язує довжини сторін трикутника з косинусом одного з його кутів. Нехай {\displaystyle a,b,c} сторони трикутника {\displaystyle ABC}, а {\displaystyle \alpha ,\beta ,\gamma } це його кути, протилежні вказаним сторонам. Тоді,
{\displaystyle c^{2}=a^{2}+b^{2}-2ab\cos \gamma \;};
{\displaystyle a^{2}=b^{2}+c^{2}-2bc\cos \alpha };
{\displaystyle b^{2}=a^{2}+c^{2}-2ac\cos \beta }.

Позначення кутів і сторін трикутника

Ця формула корисна для знаходження третьої сторони трикутника якщо відомі інші дві сторони та кут між ними, та для знаходження його кутів, якщо відомі довжини його сторін.
Із теореми косинусів: Косинус деякого кута трикутника дорівнює відношенню суми квадратів сторін, прилеглих до цього кута без квадрата протилежної йому сторони до подвоєного добутку прилеглих до кута сторін.
{\displaystyle \cos \alpha ={\frac {b^{2}+c^{2}-a^{2}}{2bc}}};
{\displaystyle \cos \beta ={\frac {a^{2}+c^{2}-b^{2}}{2ac}}};
{\displaystyle \cos \gamma ={\frac {a^{2}+b^{2}-c^{2}}{2ab}}}.
Якщо {\displaystyle c^{2}=a^{2}+b^{2}\;} ⇔ {\displaystyle \cos \gamma =0.\;}
Твердження {\displaystyle \cos \gamma =0} означає, що {\displaystyle \gamma =90^{\circ }} є прямим кутом, оскільки {\displaystyle a,b} додатні. Іншими словами, це теорема Піфагора. Хоча теорема косинусів є загальнішою ніж теорема Піфагора, вона не може використовуватись для її доказу, оскільки теорема Піфагора сама використовується для доведення теореми косинусів.

## Наслідки з теореми косинусів
За теоремою Піфагора у прямокутному трикутнику квадрат гіпотенузи дорівнює сумі квадратів катетів. Якщо для довільного трикутника порівнювати квадрат сторони з сумою квадратів двох інших сторін, то, як зрозуміло з теореми косинусів, що буде більше залежить від того чи буде кут між цими сторонами гострим чи тупим. А саме, якщо квадрат сторони трикутника менший за суму квадратів двох інших сторін, то протилежний йому кут є гострим:
{\displaystyle a^{2}<b^{2}+c^{2}} або {\displaystyle b^{2}+c^{2}-a^{2}>0}, то {\displaystyle \alpha } — гострий.

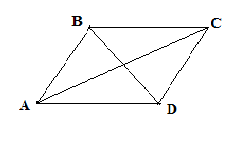
Сума квадратів діагоналей паралелограма дорівнює сумі квадратів його сторін

Якщо квадрат деякої сторони трикутника більший від суми квадратів двох інших сторін, то протилежний йому кут є тупим:
{\displaystyle a^{2}>b^{2}+c^{2}} або {\displaystyle b^{2}+c^{2}-a^{2}<0}, то {\displaystyle \alpha } — тупий.
Якщо квадрат деякої сторони трикутника дорівнює сумі квадратів двох інших сторін, то протилежний йому кут є прямим:
{\displaystyle a^{2}=b^{2}+c^{2}} або {\displaystyle b^{2}+c^{2}-a^{2}=0}, то {\displaystyle \alpha } — прямий.
Сума квадратів діагоналей паралелограма дорівнює сумі квадратів його сторін. Для паралелограма {\displaystyle ABCD} можна записати рівність:
{\displaystyle AC^{2}+BD^{2}=AB^{2}+BC^{2}+CD^{2}+AD^{2}}.

## Доведення (для гострого кута)

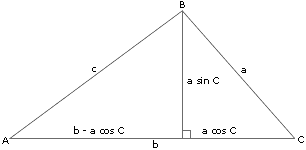
Трикутник

Нехай {\displaystyle a,b,c} це сторони трикутника {\displaystyle ABC}, а A, B і C - це кути протилежні цим сторонам. Проведемо відрізок з вершини кута B, що утворює прямий кут із протилежною стороною b. Якщо довжина цього відрізка x, тоді {\displaystyle \sin C={\frac {x}{a}},\;} звідки {\displaystyle x=a\cdot \sin C.\;}
Це означає, що довжина цього відрізку {\displaystyle a\cdot \sin C.} Схожим чином, довжина частини b що з'єднує точку перетину відрізку із стороною b та кут C рівна {\displaystyle a\cdot \cos C.} Решта довжини b рівна {\displaystyle b-a\cdot \cos C.} Ми маємо два прямокутних трикутники, один з катетами {\displaystyle a\cdot \sin C,\;} {\displaystyle b-a\cdot \cos C,\;} і гіпотенузою c. Звідси, відповідно до теореми Піфагора:
- {\displaystyle c^{2}=(a\cdot \sin C)^{2}+(b-a\cdot \cos C)^{2}\;}
- {\displaystyle c^{2}=a^{2}\cdot \sin ^{2}C+b^{2}-2\cdot a\cdot b\cdot \cos C+a^{2}\cdot \cos ^{2}C\;}
- {\displaystyle c^{2}=a^{2}\cdot (\sin ^{2}C+\cos ^{2}C)+b^{2}-2\cdot a\cdot b\cdot \cos C\;}
- {\displaystyle \sin ^{2}C+\cos ^{2}C\;} завжди 1, отже
- {\displaystyle c^{2}=a^{2}+b^{2}-2\cdot a\cdot b\cdot \cos C\;}

## Доведення теореми косинусів з використанням векторів

Векторний трикутник

Використовуючи вектори, ми можемо легко довести теорему косинусів. Нехай ми маємо довільний трикутник із вершинами A, B, і C що утворений векторами a, b, і c, нам відомо, що:
- {\displaystyle \mathbf {a=b-c} } звідси
- {\displaystyle \mathbf {a\cdot a=(b-c)\cdot (b-c)=b\cdot b-2b\cdot c+c\cdot c} .\;}

Згадавши чому дорівнює добуток двох векторів, отримаємо
- {\displaystyle \mathbf {|a|^{2}=|b|^{2}+|c|^{2}-2|b||c|} \cos \theta .}

## Історія
Теорема косинусів була доведена геометрично в «Началах» Евкліда. «Начала» відіграли важливу роль у розвитку математичної науки. Історичне значення цієї праці полягає в тому, що в ній уперше здійснено спробу логічної побудови геометрії на основі аксіоматики. Стихії Евкліда проклали шлях до відкриття закону косинусів. У XV столітті перський математик і астроном Джамшид аль-Каші подав перше явне твердження закону косинусів у формі, придатній для тріангуляції. Він надав точні тригонометричні таблиці та висловив теорему у формі, придатній для сучасного використання. Теорема косинусів була вперше сформульована і набула популярності у західному світі французьким математиком Франсуа Вієтом в XVI столітті. На початку XIX століття її стали записувати як теорему косинусів у її нинішній символічній формі.